# ويلارد غيلدرسليف
ويلارد غيلدرسليف (بالإنجليزية: Willard Gildersleeve)‏ هو مدير فني أمريكي، ولد في 17 سبتمبر 1886 في Portland, Connecticut ‏ في الولايات المتحدة، وتوفي في يوليو 1976.